# 圣托梅-达斯莱特拉斯
圣托梅-达斯莱特拉斯是巴西米纳斯吉拉斯州的一个市镇。总面积32平方公里，总人口6880人，人口密度215人/平方公里。